# フランス領アルジェリア

フランス領アルジェリア
Algérie française (フランス語)
الجزائر المستعمرة (アラビア語)

国歌: 
La Parisienne（フランス語）
ラ・パリジェンヌ（1830年 - 1848年）Le Chant des Girondins（フランス語）
ジロンド派の歌（1848年 - 1852年）
Partant pour la Syrie（フランス語）
シリアへ旅立ちながら（1852年 - 1870年）
La Marseillaise（フランス語）
ラ・マルセイエーズ（1870年 - 1962年）

フランス領アルジェリアの地図

フランス領アルジェリア（フランスりょうアルジェリア、フランス語: Algérie française）は、1848年憲法が発効した1848年11月4日から独立する1962年7月5日までフランスの一部であった。

## 法的地位
公式には植民地ではなく、海外県と海外領土の中間的存在とされる。これは19世紀末、1898年8月28日政令と1900年12月19日法律で規定され、県の集まりであるが地域全体は県知事の地位のごときも含めてアルジェリア総督に属するとされ、治安維持の一義的責任は植民地省ではなく本国と同じく内務省が負うとされた。1934年以降は3つの県知事は総督に直属するとされ、司法、教育、ラジオ放送などいくつかの部門は本国の担当省庁に直属した。
さらに1833年4月25日法律第25条の定めでは、本国政府はアルジェリアに適用される諸法令を議会を経ることなく制定・発布・施行されることが出来た。1844年と1846年の政令により土地所有制度を整備。これ以前にはフランス法のみが適用される裁判所が整備された。

## 歴史
ジュール・ド・ポリニャック首相は国内の不満の矛先を地中海対岸の北アフリカへの遠征をもって解消しようと試みた。1830年1月末から扇の一打事件等の現地勢力との断続的な抗争の結果、沿岸地域の支配権を獲得するも、1830年7月にフランス7月革命が発生してフランス復古王政は崩壊した。新政府は王政復古の厄介な遺産となったアルジェリア占領地の取り扱いに苦慮していた。混乱は1834年7月22日に北アフリカフランス領総督府が設立されるまで続いた。
1830年のフランス進入以来、ヨーロッパ各地から無秩序に植民活動が始まった。1839年にはヨーロッパ系住民は25,000人におよんだ。トマ・ロベール・ブジョーは統制の取れた軍事的・集団的な植民活動を望んでいたが総ての試みは失敗した。

## 民族構成
フランスの支配が始まるまでは、アラブ人やベルベル人が先祖代々の土地を受け継ぎながら生活し、オスマン帝国が支配者として君臨していた。都市部ではユダヤ人が多数住んでいたが1871年以降、フランス市民権が与えられムスリム達と切り離された。
ピエ・ノワール（コロン）の多くはフランス人であったが、開発が進むにつれてイタリア人、スペイン人、マルタ人も流入し、普仏戦争後の1871年以降はプロイセン王国の支配から逃れるためアルザス人が急増した。1917年にはピエ・ノワールのフランス人比率は約20％までになっていた。
時代が進むにつれ、沿岸部や平野部および都市部はヨーロッパ化して様々な民族が混成していたが、オーレス山地やカビリー山地など山岳地帯はムスリム達が土着したままで、近代化から取り残されていた。

## フランスによる統治

### 侵略の前奏

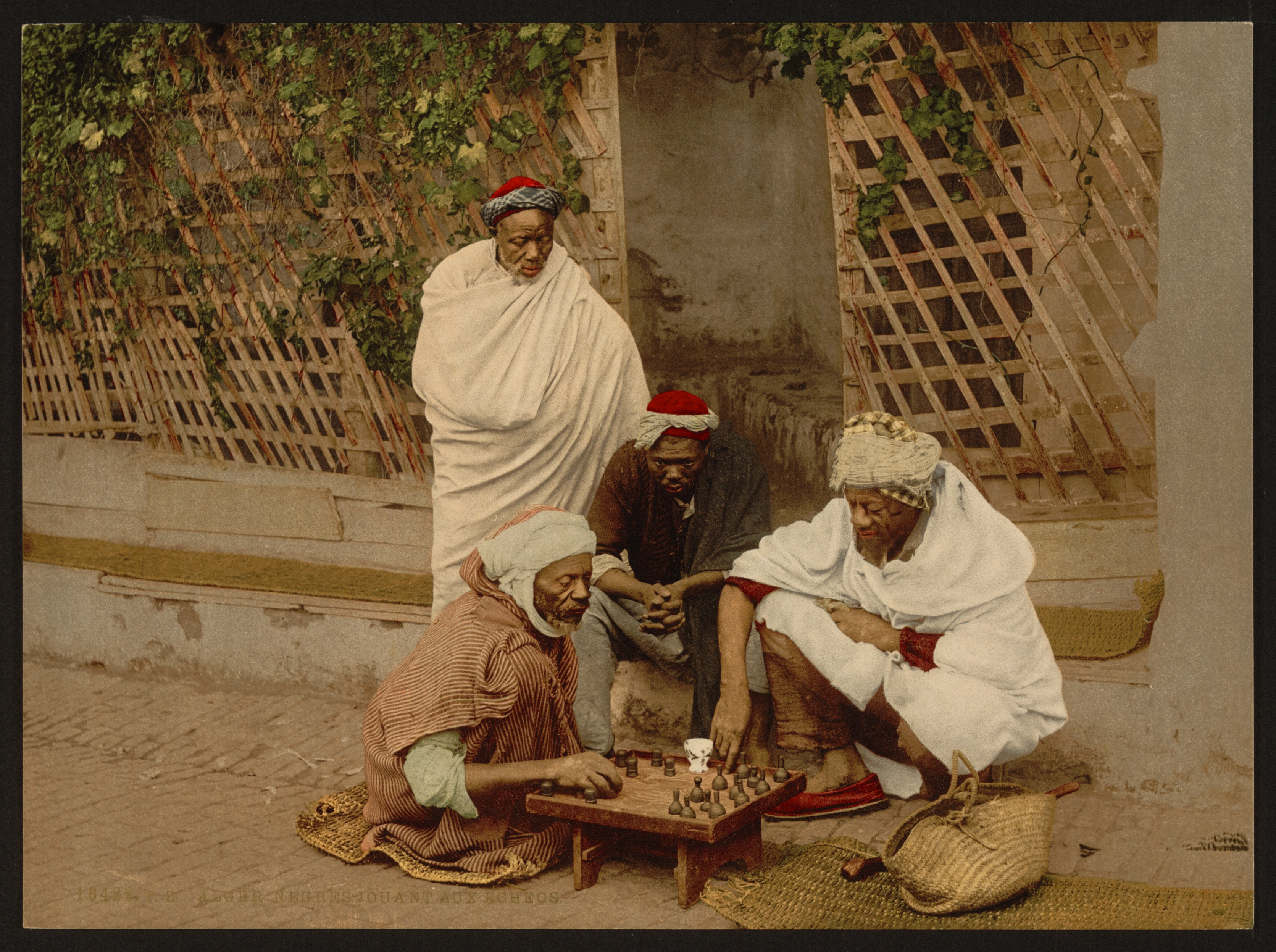
チェスをするアルジェリア人（1899年）

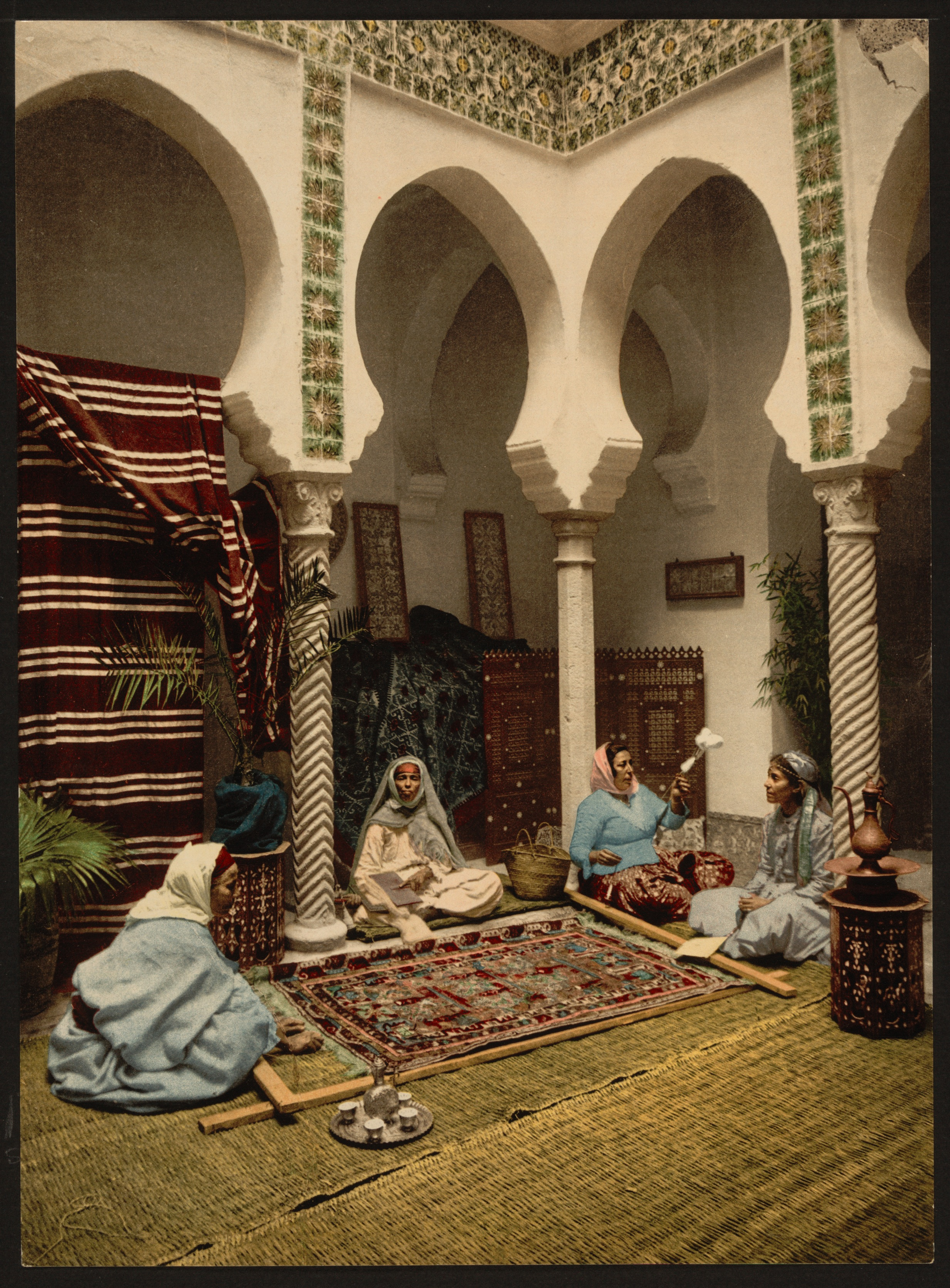
アラブ風絨毯を作るアルジェのムーア人女性（1899年）

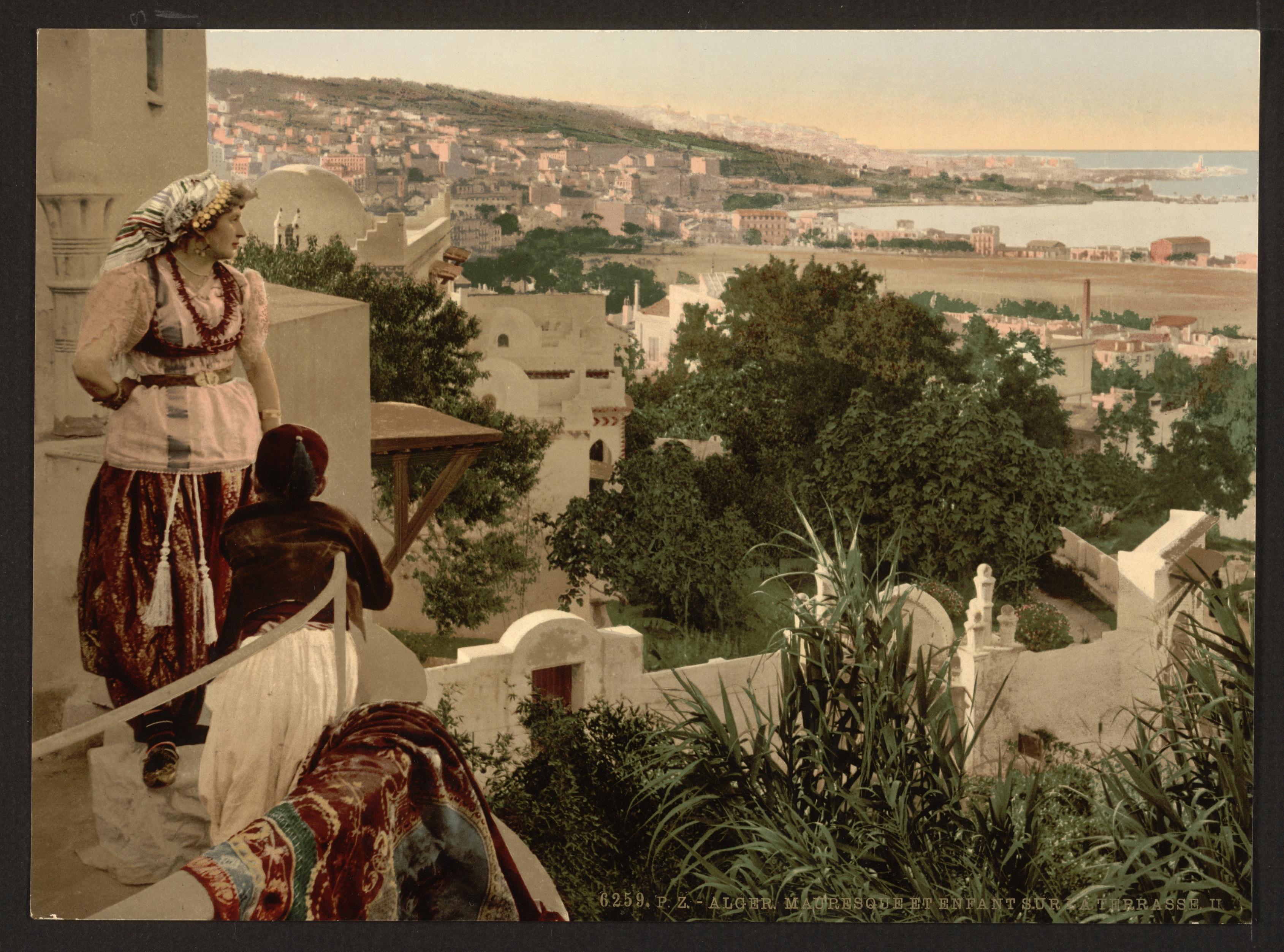
2階のテラスに居るアルジェのムーア人女性（1899年）

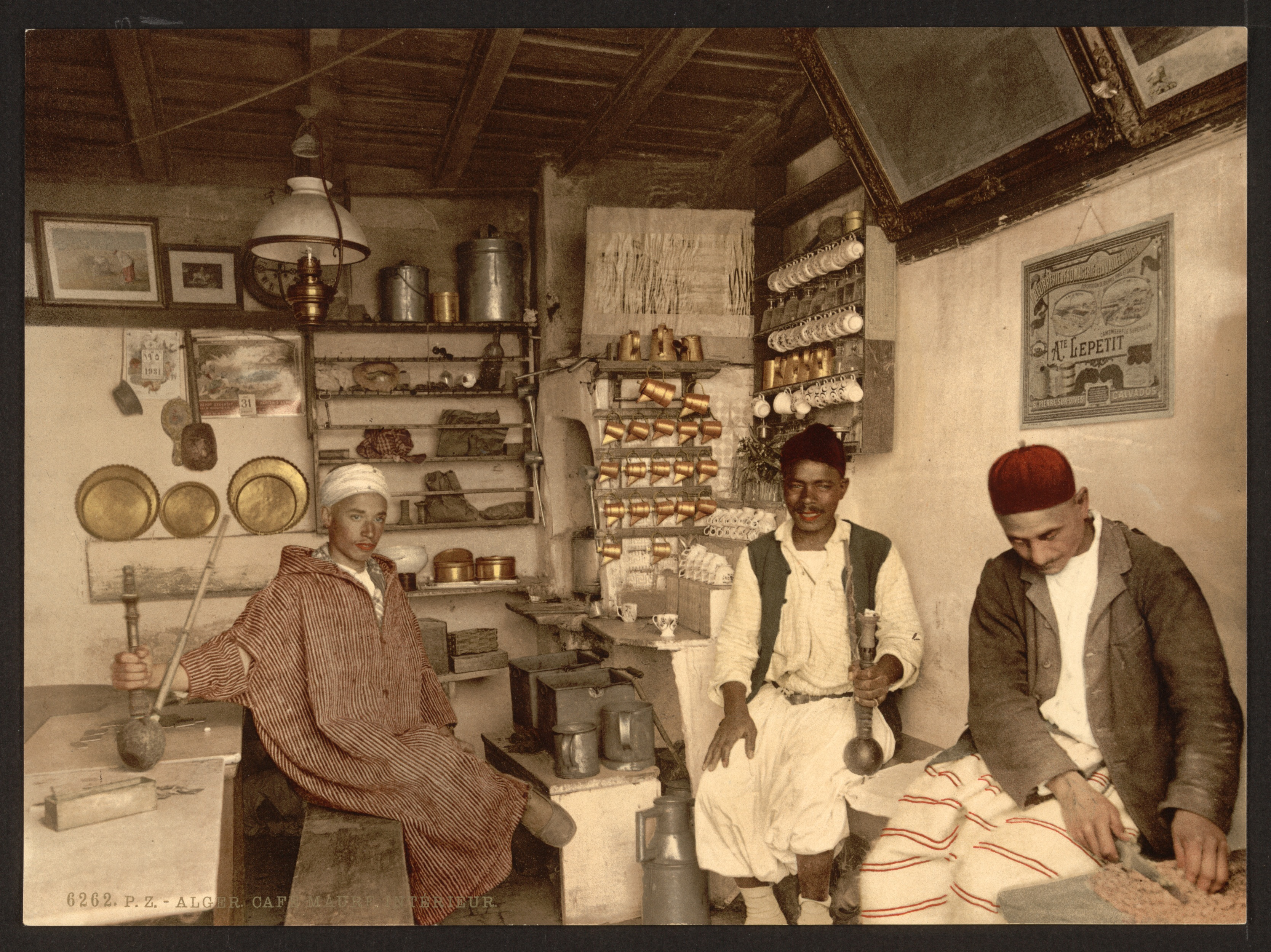
アルジェのムーア人のコーヒーハウス（1899年）

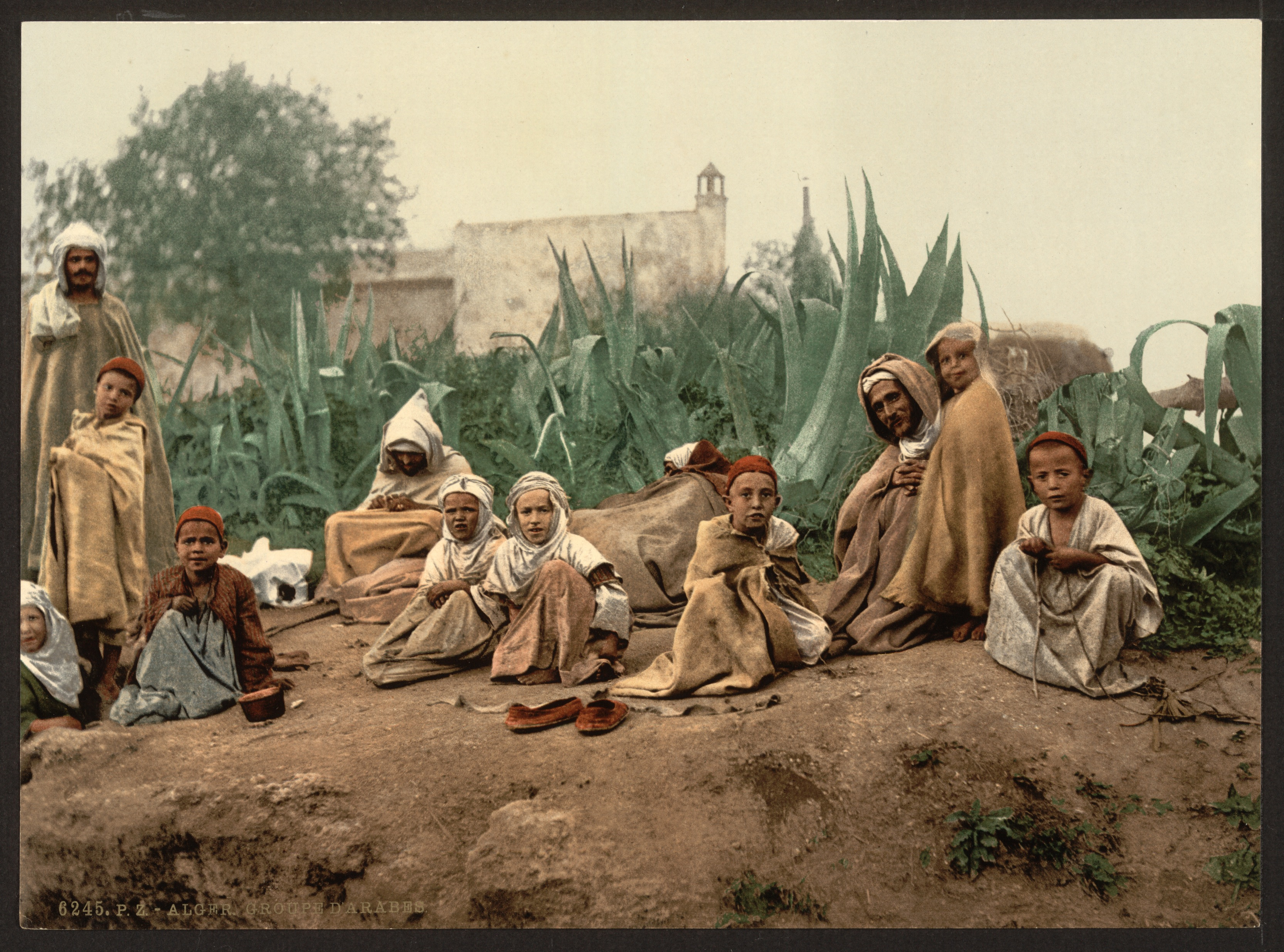
アルジェのアラブ人一行 （1899年）

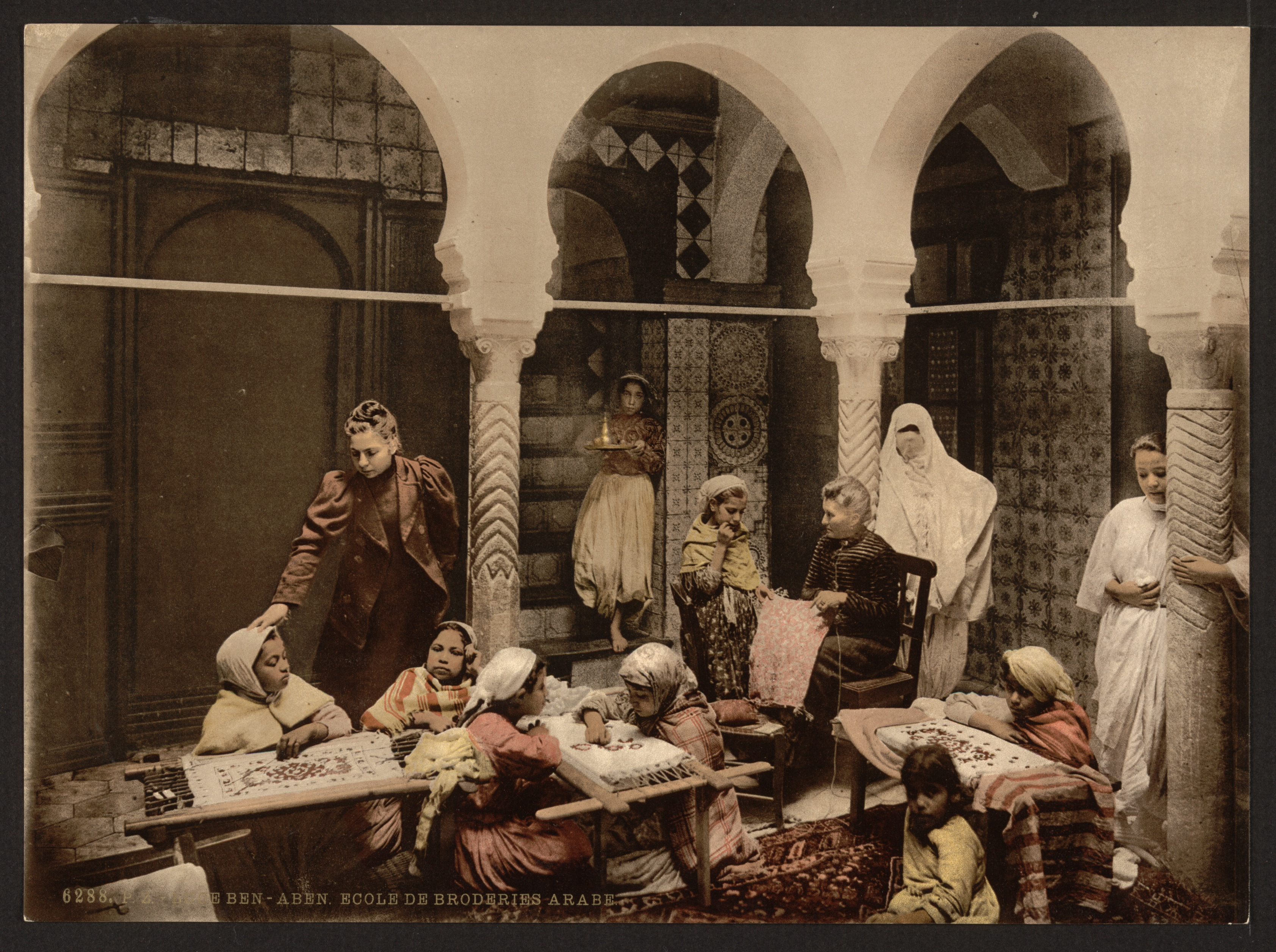
アルジェのアラブ刺繍学校（1899年）

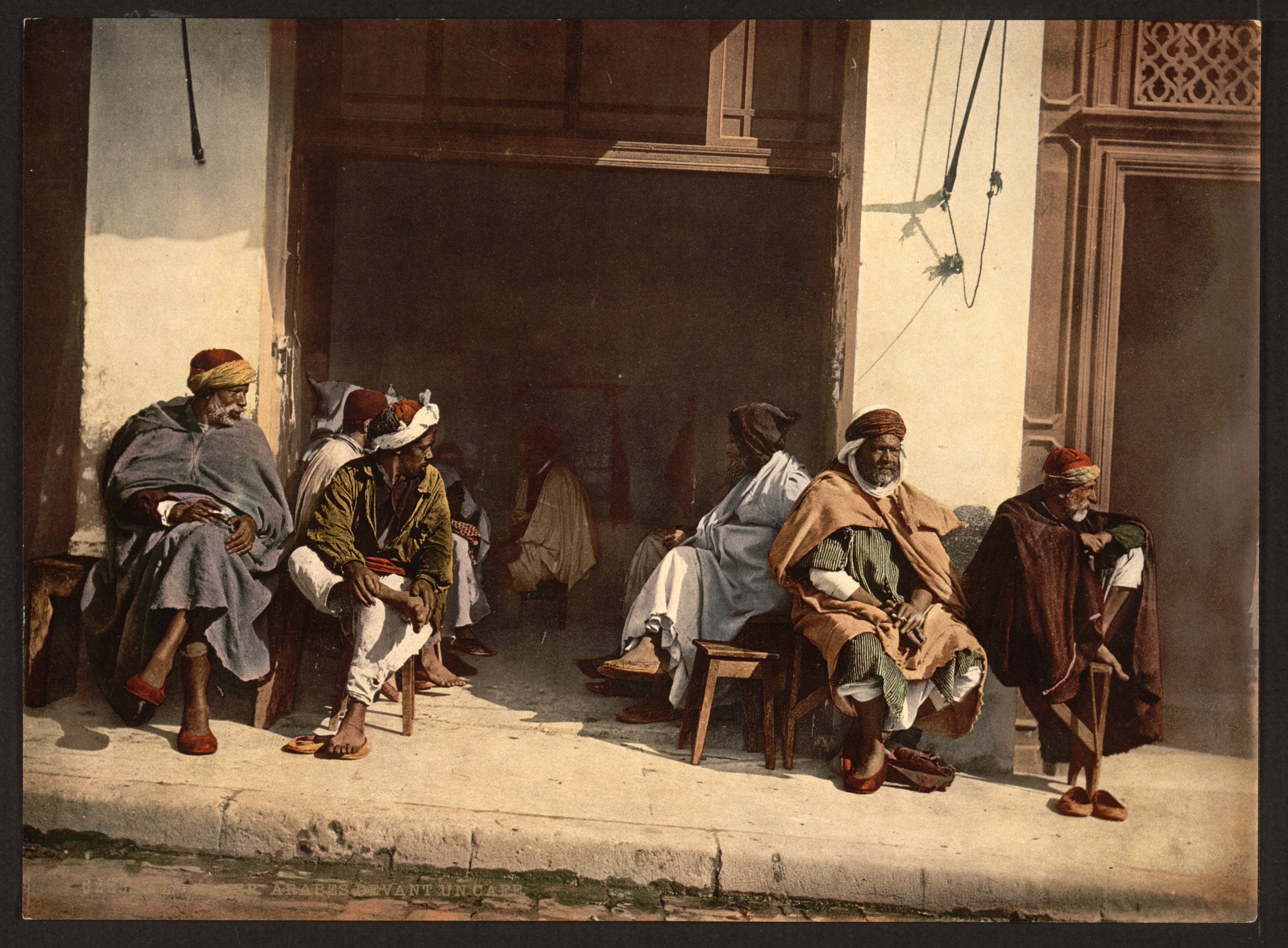
アルジェのカフェの前にいるアラブ人（1899年）

歴史学者は一般的にアルジェリアに元々居住していた人の人口は1830年で150万人であると考えている。
アルジェリアの人口はフランス統治下、特に1866年から1872年までは減少し続けていたが、フランス軍は自分たちの過酷なアルジェリア支配にもかかわらず、これは1866年と1868年のイナゴの異常発生（蝗害）や、1867年から1868年に起こった厳しい冬の寒さ、飢饉により発生したコレラが原因であるとして、責められなかった 。

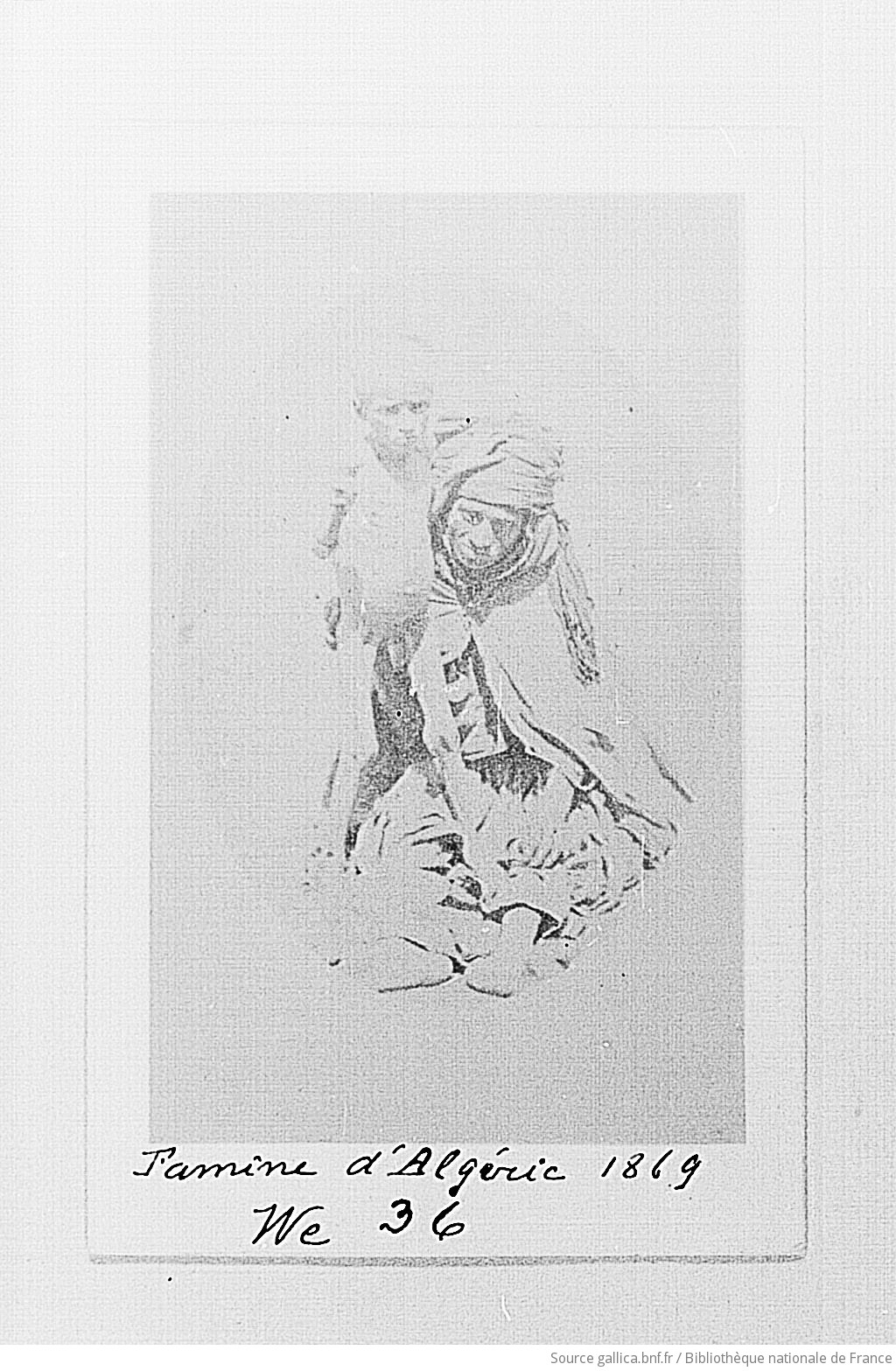
1869年アルジェリア飢饉

アルジェリア人は犬小屋のようなバラックにぼろ布をまとって重なり合うように寝ており、食べ物がろくに手に入らなかったので結核やコレラ等の伝染病にかかった人が多かった。子供の半分が5歳以下で死亡したと言われ、救いのない悲惨な生活であった。フランスの政治形態がフランス第二帝政に移行すると、ナポレオン3世は1860年代初期にアルジェリアを2回訪れた。彼はフランスの貴族と彼の情熱的な性格を気に入ったアルジェリアの族長の美徳さに深く感心していたが、一方でコロンのリーダーの利己的な態度には腹を立てていた。そこで、ナポレオン三世は沿岸区域を越えたヨーロッパ人による入植地の拡大を中断させ、アルジェリア人の人口に危険な影響を及ぼすであろうと彼が考えたコロンたちとムスリムとの接触を禁止した。
彼は大部分のアルジェリア人を保護する為に、アラブ王国（royaume arabe, Arab kingdom）なるものを彼自身で作って自身はアラブの王（roi des Arabes、king of the Arabs）になろうという大構想を夢見ていた。彼は伝統的なリーダーを介してムスリムと直接対応する為に所謂、首長政策なるものを定した。

### フランスによる略奪
フランス第三共和政が、1872年にアルジェリア人の三分の一が加わったと言われているモクラニー蜂起を鎮圧すると、フランスはアルジェリアを完全征服して本来の趣旨である経済的征服を行った。先ずフランスは次々とアルジェリアの土地を奪い、フサイン・イブン・パシャが降伏するとモスクのワクフを奪った。ワクフとは寄進財産の事であり、信者による基金によって集められた。モスクはこの基金を使って貧民を救済したり、教育活動をしたり、道路を補修したりしてきたので、この財産を奪われた打撃はアルジェリアにとって大きなものであった。フランスはまた部族の共有財産であるアルクも奪った。アルクは農耕や牧畜には使えたが土地を売買する事は出来なかった。そう言った先祖代々守り続けた共有財産さえもフランスは奪ったのである。
フランスは肥沃な土地を持っていた、何もしていない農民にもフランスに抵抗したと言い掛かりを付けて彼らの土地を頻繁に奪った。暫くすると、アルジェリアにはコロン（colon(s)）と呼ばれるフランス人やイタリア人、スペイン人等の移民がアルジェリアにやってきた。彼ら、コロンはアルジェリア人を劣等で怠惰な人種であると一方的に決め付け、彼らを"鼠"と罵った。
コロンたちはブドウ、スモモ等を輸出し利益を上げていた。長年アルジェリアでは父が子に織物や陶器、皮革、金属加工等の手工業の技術を教え、その様にしてアルジェリアの伝統的工芸の技術を保存させていったが、フランスから加工品が輸入されるとフランスは本国の工業発展の為に原料の生産だけをアルジェリアに許し、アルジェリアの技術力の高い織物工場はフランスのそれらのライバルであると見做されると直ぐに工場を閉鎖させ悉く倒産させられた。フランスはアルジェリア人を安い賃金で働かせ、資源を搾取し、挙げ句の果てにアルジェリアの伝統工芸・文化さえも破壊した。

### 南西地方の征服
1890年代後半になると、フランス政府とフランス軍部はトゥアトとティディケルト(Tidikelt)の併合を要求し、1930年代になるとモロッコを犠牲にしてサウーラ盆地とティンドゥフ地方をフランス領アルジェリア領に併合した。

### 二度の世界大戦
1907年になると、青年アルジェリア人がフランスに抵抗するようになった。1914年、第一次世界大戦が勃発した。この戦いはヨーロッパが主戦場だったため、アルジェリアはドイツ海軍の攻撃を受けただけで済んだ。しかし、フランスはアルジェリア人に選挙権を与えず兵役義務だけを押し付けた。マグリブでは約26万人の兵隊が戦場に送られ、約8万人が戦死した。本国の労働力不足を補う為、10万人以上の人々が軍需工場、鉱山、農場に連行され奴隷の様に強制労働させられた。戦争で物資の不足が目立ち物価上昇が深刻な問題となった。
戦後フランスに出稼ぎに行ったアルジェリア人は首都パリで、フランス保護領チュニジアから来ていたチュニジア人と共に1926年に「北アフリカの星」を結成した。当初これはフランス共産党の影響下にあったが、1928年頃からアルジェリアの独立を要求する民族主義政党として頭角を現し始めた。しかし、世界恐慌が1929年に米国ニューヨークウォール街から始まり、フランスを含む世界中が不景気となった。不景気の最中であったフランスは自分たちが最も甘い汁が吸えるアルジェリアの独立を何としてでも防ぎたいと思い、「北アフリカの星」に解散命令を出した。しかし北アフリカの星は1932年に「栄光ある北アフリカの星」と改名して独立運動を継続していった。

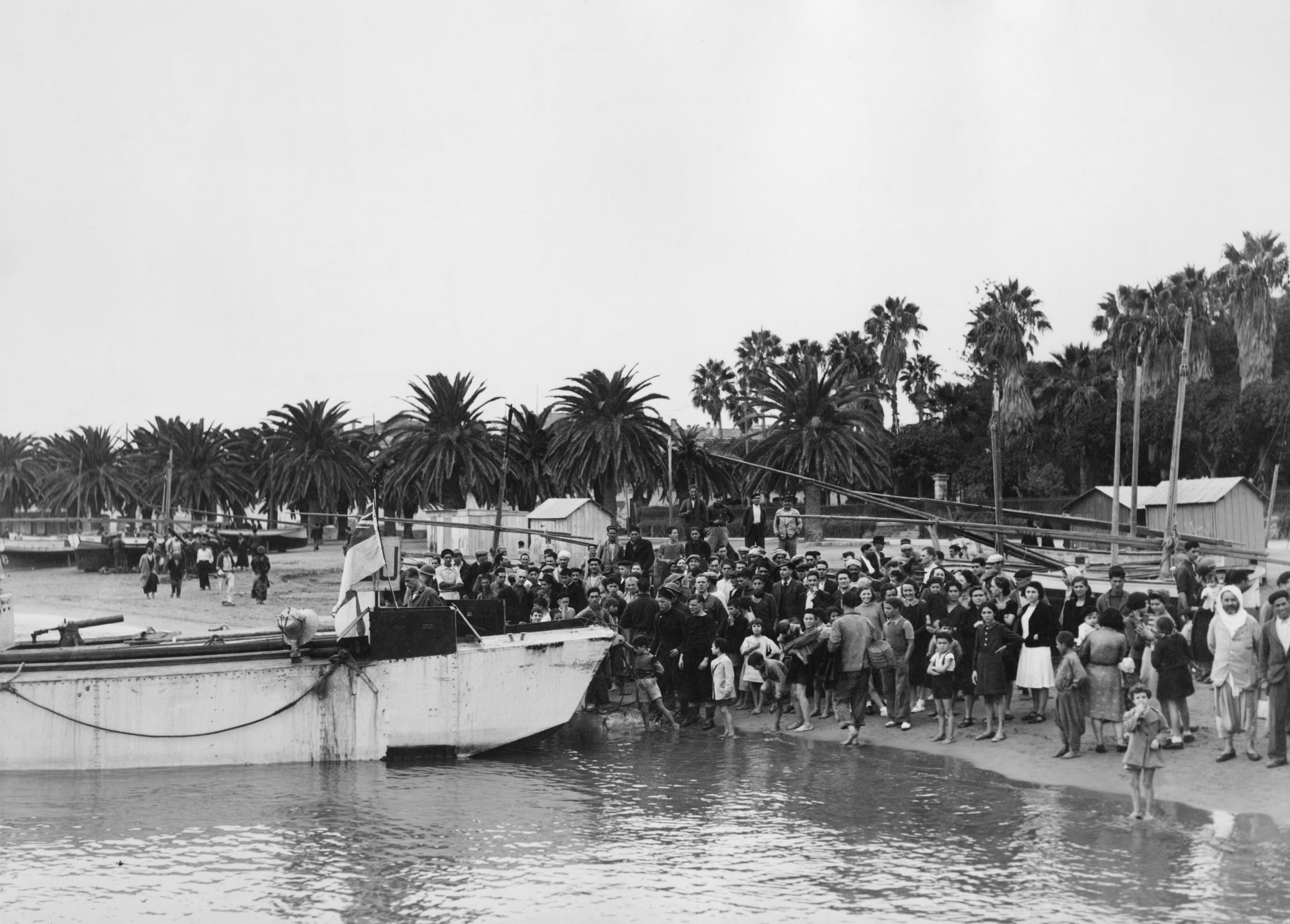
アルジェリア人がトーチ作戦を実行中のアメリカ軍に会っている場面

第二次世界大戦緒戦の1940年、フランス領アルジェリア軍はフランスでの戦争中、地中海に派遣させられ戦っていた。しかしフランスがナチス・ドイツを主体とする枢軸国に敗れると、アルジェリア軍は崩壊したフランス(第三共和政)から、事実上ナチス・ドイツの傀儡国家であるヴィシー政権に従うようになった。1942年には米英連合国軍がモロッコとアルジェリアに上陸して1943年にかけてチュニジアまで進撃し、北アフリカの枢軸国軍は全て降伏した（トーチ作戦）。

### セティフの虐殺（英語版）

デモ隊が掲げていたアルジェリア国旗

1945年5月8日、ナチス・ドイツが降伏するとアルジェリアの至る所で戦勝記念のデモが行われた。セティフでは約5000人のアルジェリア人がデモを行った。しかしこの時コロン商人とフランス国家憲兵隊による衝突が起きた。デモ参加者は郊外のモスクにいったん集まった後、戦勝記念のプラカードとアルジェリアの国旗を持って街の中心部に行進して行った。街の中心部に来た時、突然アルジェリアの国旗を持っていた青年が射殺され、憲兵がデモ隊に襲いかかりデモを弾圧した。またそれと同時に、アルジェリア人商人を含むムスリムが路上で捕まったヨーロッパ人を殺したという事件も起きた。セティフは血の惨事となり、102人のヨーロッパ人が犠牲となり約100名が負傷した。歴史学者、アリスター・ホーンはこの時レイプ事件が多数発生し、切断された死体が沢山あった、と報道している。この虐殺が遠因となりアルジェリア人は武器を取ってフランスに激しく対抗するようになった。

### 激化するフランスの弾圧
フランスによる弾圧は次第に激化していき、拷問や虐殺も酷くなっていき、裸にされフランス兵に犯された女性も少なくなかった。独立を勝ち取るために武器を取り、「アルジェリア万歳！」と叫んで祖国に殉じた女性は多かったという。

## 行政区分
北部アルジェリアは1848年12月9日にフランスによって公式に准海外県となった。1902年にはサハラ砂漠地域は統合され、それまで6つあった行政区分を「南方領土」と呼称し准県扱いとなる。なおアルジェ県、オラン県、コンスタンティーヌ県の3県はフランス本国扱いつまりフランス内地であった。
| 番号 | 地域名               | 県庁所在地         | 存在期間        |
| ---- | -------------------- | ------------------ | --------------- |
| 91   | アルジェ県           | アルジェ           | 1848年 - 1957年 |
| 92   | オラン県             | オラン             | 1848年 - 1957年 |
| 93   | コンスタンティーヌ県 | コンスタンティーヌ | 1848年 - 1957年 |
| 94   | アインセフラ県       | アインセフラ       | 1905年 - 1957年 |
| 95   | オアシス県           | ワルグラ           | 1905年 - 1957年 |
| 96   | ガルダヤ県           | ラグアト           | 1905年 - 1957年 |
| 97   | トゥーグルト県       | ビスクラ           | 1905年 - 1957年 |

### 1957年
アルジェリア戦争間、治安維持と現地住人に対するきめ細かい行政を実施するために1957年に大幅な改革が実行された。
| 番号 | 地域名               | 県庁所在地         | 存在期間        |
| ---- | -------------------- | ------------------ | --------------- |
| 8A   | オアシス県           | ワルグラ           | 1957年 - 1962年 |
| 8B   | サウーラ県           | コロンベシャール   | 1957年 - 1962年 |
| 9A   | アルジェ県           | アルジェ           | 1957年 - 1962年 |
| 9B   | バトナ県             | バトナ             | 1957年 - 1962年 |
| 9C   | ボーヌ県             | ボーヌ             | 1957年 - 1962年 |
| 9D   | コンスタンティーヌ県 | コンスタンティーヌ | 1957年 - 1962年 |
| 9E   | メデア県             | メデア             | 1957年 - 1962年 |
| 9F   | モスタガネム県       | モスタガネム       | 1957年 - 1962年 |
| 9G   | オラン県             | オラン             | 1957年 - 1962年 |
| 9H   | オルレアンヴィル県   | オルレアンヴィル   | 1957年 - 1962年 |
| 9J   | セティフ県           | セティフ           | 1957年 - 1962年 |
| 9K   | ティアレト県         | ティアレト         | 1957年 - 1962年 |
| 9L   | ティジウーズー県     | ティジウーズー     | 1957年 - 1962年 |
| 9M   | トレムセン県         | トレムセン         | 1957年 - 1962年 |
| 9N   | オマール県           | オマール           | 1958年 - 1959年 |
| 9P   | ブジー県             | ブジー             | 1958年 - 1959年 |
| 9R   | サイダ県             | サイダ             | 1955年 - 1957年 |

## 歴史問題
アルジェリア独立から60周年の2022年、フランスの大統領エマニュエル・マクロンはアルジェリアを訪問してアルジェリアの大統領アブデルマジド・テブンと会談し、アルジェリア支配について検証する両国歴史学者による合同委員会を設置すると8月25日に発表した。